# 霍羅多克 (特諾皮爾州)
霍羅多克（羅馬化：Horodok，發音：[ɦɔrɔˈdɔk] ⓘ）是烏克蘭西部捷爾諾波爾州喬爾特基夫區扎利希基市镇内的村落，始建於1418年，面積9.6平方公里，2001年人口727，人口密度每平方公里75.7人。